# Viña del Mars internationella musikfestival

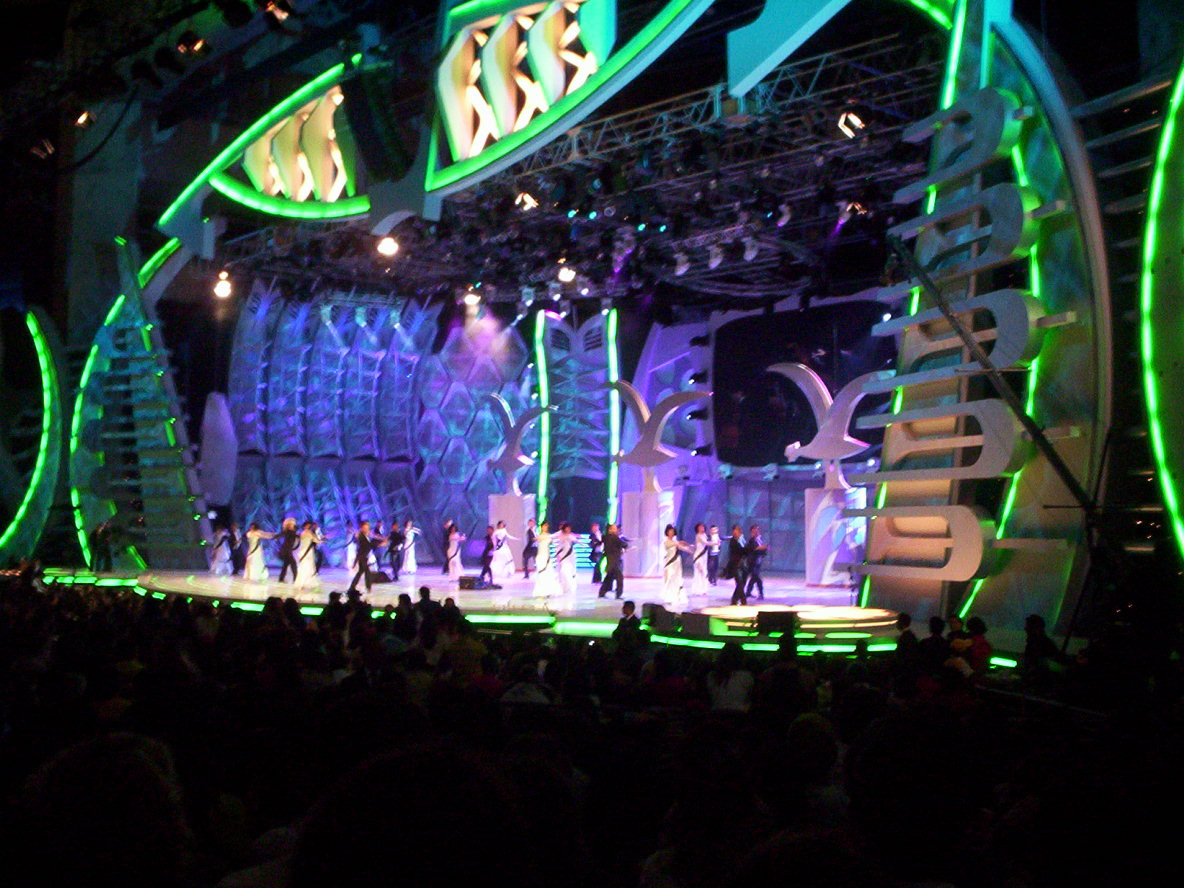
Viña del Mars internationella musikfestival.

Viña del Mars internationella musikfestival, oftas bara Festival de Viña, är en musikfestival som varje år sedan 1960 arrangeras i Viña del Mar i Chile. Den äger rum den tredje veckan i februari, och har under åren gjort sig internationellt erkänd.

## Historik
Idén till festivalen växte från en önskan av Viña del Mars kommun att marknadsföra sig själv, i resten av landet. Sedan Eduardo Frei tog presidentskapet 1964, har festivalen av vissa använts som en politisk plattform.
En som blev drabbad av "Monstrets" vrede var sydafrikanskan Miriam Makeba, vars dedikation av låten Pata-Pata till Salvador Allende 1971, blev utbuat. Ett värre öde genomled uruguayanske trubaduren Gervasio 1983, som jagades av Augusto Pinochets militärer några dagar efter festivalen, för att slutligen bli mördad 1990, i än ouppklarade omständigheter.
Festivalbesökarna fick så nog i slutet av 70-talet, och redan innan demokratins införande 1990 växte festen till att vara ett monstrum i sig.

## Monstret
Viña del Mar publikens smeknamn, Monstret kommer från den typiska chilenska ironin, en pikaresk ironi känd över hela Latinamerika.
Publiken som ser festivalen, i amfiteatern Quinta Vergara, gör skäl för sitt rykte. Artister som de gillar åpplåderas vilt, och skriket Gaviota! (Fiskmås), är en signal till festivalledningen att ge artisten silverfiskmåsen som pris för ett utmärkt uppträndande. När artisten gör ett uselt framträdande, buas det hejvilt i stället.
Genom åren har endast två artister vägrat att ta emot publikens priser, nämligen Calle 13 (2011) och Morrissey (2012). Gruppens frontman Residente tog emot publikens 1:a trofe, silverlyktan, men bad sedan programledarna att inte komma tillbaka med mer prisavbrott. Han ville fortsätta med showen ostört.

## Festivalens internationella spridning
Artister från hela världen har varit i Quinta Vergara, bl.a. Europe, Tom Jones, Elton John, Jamiroquai, Ace of Base, Julio Iglesias, A-ha, Mendez, Faith No More, A-Teens, Eros Ramazotti, Andrea Bocelli, Thomas Anders, Gloria Estefan, Celia Cruz, Ricky Martin, Calle 13, Rod Stewart, Sheena Easton, Laura Pausini, Lionel Richie, Rick Astley, Olivia Newton-John,  Peter Cetera, Dr. Alban, Christina Aguilera, Men at Work och inte minst Per Herrey. Även den amerikanske dirigenten Ray Conniff var upprepade gånger i Viña del Mar.
Även i TV-världen är festivalen stor, uppskattingar gjorda på 1980-talet visade att drygt 750 miljoner tittare i Amerika, Europa och Sovjetunionen kollade på festivalen. 2007 när festivalen sändes över TV Chile, var siffran troligen än högre, inte minst bland chilenarna runt om i världen.

## Sångtävlingen
Sångtävlingen, som festivalen baseras på, tog inspiration från festivalerna i San Remo, Benidorm och Acapulco. Detta samtidigt som man alltid har haft Eurovisionen i tankarna. Trots att denna tävling är ytterst underskattad av allmänheten var det här som Shakira fick sitt genombrott i Chile.